# 二岐岳
二岐岳（ふたまただけ）は、北海道の沙流郡日高町と沙流郡平取町の2町にまたがる標高1,590.3mの山である。山頂には二等三角点「二岐岳」が設置されている。

## 概要
日高山脈を構成する北日高の山で、主稜線の北戸蔦別岳から西へヌカビラ岳を経て連なる支稜線上に位置する。二岐岳東側には千呂露川支流の二岐沢が流れている。
登山道はなく、一般的にこのような山は藪が埋もれる残雪期に登られるが、登頂の際に使われるチロロ林道が残雪期はエゾシカ狩猟で閉鎖するため、無雪期に登られる。主な登頂ルートは二岐沢を遡上した後支流の一ノ沢を登るが道中には複数の滝があるため沢登りの技術が求められるほか藪漕ぎも強いられるため、経験者向けの山である。